# Borya
Borya es un género con 33 especies de plantas bulbosas perteneciente a la familia Boryaceae. Es nativo de Australia.

## Taxonomía
El género fue descrito por Jacques Julien Houtton de La Billardière y publicado en Novae Hollandiae Plantarum Specimen 1: 81. 1805. La especie tipo es: Borya nitida Labill. 

## Especies seleccionadas
- Borya constricta  Churchill (1985)
- Borya inopinata  P.I.Forst. & E.J.Thomps. (1997)
- Borya jabirabela  Churchill (1987)
- Borya laciniata  Churchill (1985)
- Borya longiscapa  Churchill (1987)
- Borya mirabilis  Churchill (1985)
- Borya nitida  Labill. (1805)
- Borya scirpoidea  Lindl. (1840)
- Borya septentrionalis  F.Muell. (1865)
- Borya sphaerocephala  R.Br. (1810)
- Borya subulata  G.A.Gardner, For. Dept. Bull. (1923)